# Save the Robots
Save the Robots je druhé studiové album české skupiny Monkey Business. Vydáno bylo v roce 2001 a jeho producentem byl vůdce skupiny Roman Holý. Kromě členů kapely se na albu podíleli například Fred Wesley, Dennis Chambers, Hiram Bullock, Dan Bárta či Mario Klemens s orchestrem.

## Seznam skladeb
1. Save the Robots
2. Sensation
3. Purified Juice
4. Batteries and Dynamite
5. Dirty
6. Monkey Town
7. Blue Umbrella
8. Oldschooler
9. John Holmes Was My Platonic Lover
10. Atheism Is Not A